# Rhipidia aphrodite
Rhipidia aphrodite är en tvåvingeart som först beskrevs av Alexander 1942.  Rhipidia aphrodite ingår i släktet Rhipidia och familjen småharkrankar.
Artens utbredningsområde är Peru. Inga underarter finns listade i Catalogue of Life.